# Leptotes marina
Leptotes marina là một loài bướm ngày thuộc họ Lycaenidae. Nó được tìm thấy ở từ Nam Mỹ through México up to Southern Texas, Arizona và California.
Sải cánh dài 22–29 mm. Con trưởng thành bay từ tháng 4 đến tháng 9 in the phía bắc và all quanh năm in south.
Ấu trùng ăn Astragalus, Amorpha californica, Acacia greggii, Dalea purpurea, Dolichos lablab, Galactia, Glycyrrhiza lepidota, Prosopis glandulosa, Lysiloma thornberi, Lathyrus odoratus, Medicago sativa, Lotus scoparius dendroides, Phaseolus, Wisteria sinensis và Plumbago.

## Hình ảnh

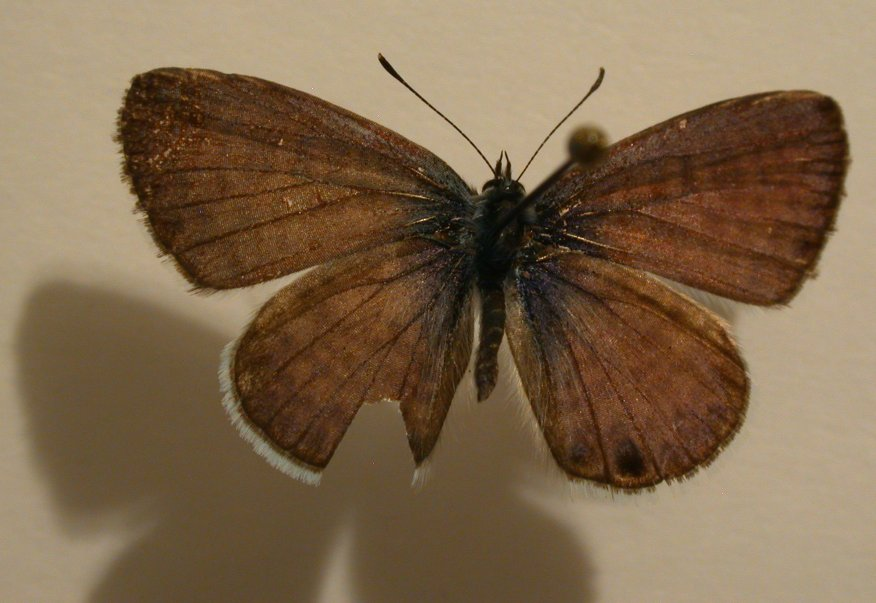